# Русское техническое общество
Ру́сское техни́ческое о́бщество (сокр. РТО) — общероссийское научно-техническое общество, основанное в 1866 году в Санкт-Петербурге, ставившее перед собой задачу содействия развитию техники и промышленности в России. Окончательно реорганизовано в 1929 году.

## История
22 апреля 1866 года Александр II утвердил устав общества. РТО хронологически было пятым общероссийским русским научным обществом после:
- 1765 — Вольное экономическое общество
- 1845 — Русское географическое общество
- 1859 — Русское энтомологическое общество
- 1864 — Русское общество акклиматизации животных и растений.

22 апреля 1874 года, за заслуги в содействии развитию техники и промышленности, «…Государь Император Всемилостивейше соизволил даровать Русскому Техническому Обществу наименование „Императорское“ и принял над ним шефство».
После Октябрьской революции 1917 ИРТО перестроило свою деятельность. В 1923 был принят новый устав и составлена программа РТО «Об основных нуждах промышленности». В 1929 РТО было закрыто и вместо него в 1931 были организованы инженерно-технические общества.
Преемником РТО является Всесоюзный совет научных инженерно-технических обществ (ВСНИТО), с 1954 г. -  Всесоюзный совет научно-технических обществ (ВСНТО), с 1988 г. - Союз научных и инженерных обществ СССР, с 1991 г. - Российский и Международный Союзы научных и инженерных общественных объединений (РосСНИО, Союз НИО)
Председатели Русского технического общества:
- А. И. Дельвиг (08.03.1867 — 21.11.1870)
- П. А. Кочубей (21.11.1870 — 11.04.1892)
- К. Н. Посьет (11.04.1892 — 1894)
- М. И. Кази (28.02.1894 — 24.06.1896)
- Н. П. Петров (30.11.1896 — 30.02.1905)
- В. И. Ковалевский (02.12.1906 — 23.01.1916)
- Д. Л. Иванов (02.1916 — 1917)

Правление размещалось в Санкт-Петербурге, в Соляном городке. В период 1866—1917 годы имел место патронаж общества со стороны императорской фамилии:
- 1866–1891 — Почётный Председатель — Его Импер. Высочество князь Николай Максимилианович, 4-й герцог Лейхтенбергский
- 1892–1917 — Почётный Председатель — Его Импер. Высочество Великий князь Александр Михайлович
- 1888–1917 — Почётный член РТО — Его Импер. Высочество Государь Наследник Цесаревич и Великий князь (с 1896 г. Государь Император) Николай Александрович
- 1890–1896 — Покровитель Кавказского и Бакинского отделений РТО — Его Императ. Высочество Великий князь Михаил Николаевич
- 1871–1890 — Покровитель IV (воен.), VI (электро) и IX (образование) отделов — Великий князь Константин Николаевич

## Цели и задачи общества
Средствами к достижению цели развития техники и промышленности в России были определены:
- Распространение теоретических и практических сведений о достижениях техники и производства посредством периодических изданий, лекционной деятельности, организации выставок и конкурсов;
- Содействие к распространению технических образований;
- Предложение к разрешению технических, технологических и научных вопросов в интересах отечественного производителя;
- Назначение премий за достижения в прикладных вопросах;
- Учреждение технических библиотек, технического музея, экспериментальных мастерских;
- Посредничество между техниками и лицами, нуждающимися в их опыте;
- Ходатайство перед Правительством о принятии мер, могущих иметь полезное влияние на развитие технической промышленности и престиж Отечества.

## Организация и структура
Учредители
РТО возникло по инициативе одиннадцати частных лиц — видных промышленников, инженеров, преподавателей Санкт-Петербургского университета в период усиления деятельности по созданию в России сети железных дорог и отраслей производства, с этим связанных.
Структура
Организационно РТО состояло из:
- Совета: Председатель, его Товарищ, Председатели отделов, секретариат,
- Отделов (всего 9 по отраслям знаний),
- территориальных Отделений: до 40 по губерниям и крупным городам,
- дочерних Обществ: Химическое, Электротехническое и т. д.
- постоянных и специальных Комиссий.

Высшим органом управления являлось Общее собрание: не реже двух раз в год.
Отделы
Первоначально в РТО было 4 отдела:
1. химической технологии и металлургии,
2. механики и механической технологии,
3. инженерно-строительного и горного дела,
4. техники военного и морского дела.

Затем были созданы отделы:
  5. фотографии и её применения, 1878 г.
  6. электротехники, 1878 г.
  7. воздухоплавания, 1880 г.
  8. железнодорожного дела 1881 г.
  9. технического образования 1884 г.

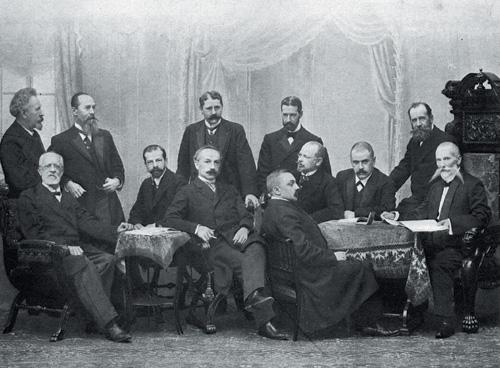
Непременные члены V-го отдела Императорского русского технического общества. Фотоателье «А.Ренцъ и Ф.Шрадеръ», 1904 год.

К 1914 были организованы ещё 5 отделов:
 10. сельского хозяйства
 11. промышленно-экономический
 12. содействия труду
 13. горный
 14. техники горного и земского хозяйства
В 1916 образовались отделы:
 15. мелиорации
 16. топлива
Комиссии
Общество имело ряд постоянных комиссий (например с 1868 Постоянная комиссия по техническому образованию, первый председатель — Андреев А. Е.).
При необходимости или по решению гос. органов создавались специальные комиссии, например:
- «Об электрическом освещении» (П. Н. Яблочков — председатель);
- «Закавказский нефтепровод» (сопредседатели — Д. И. Менделеев и Эммануил Нобель);
- «Переработка природного газа» (А. М. Бутлеров);
- «О метрической системе мер и весов и её введении в России»;
- «Фабрикация и действие искусственных удобрений» и т. д.

Средства
Средства на свою деятельность РТО получало из различных источников (оборот за 1913 г. — 270 тыс. руб.):
- Членские взносы (5…15 руб. в год, количество только действительных членов — около 1 тыс. чел.);
- Добровольные пожертвования, меценатство;
- От издательской, выставочной, лекционной деятельности;
- За оказание услуг и эксплуатацию имеемой собственности;
- Государственные субсидии (до 30 % бюджета);
- Финансирование отдельных тем, работ, экспертиз;
- Частные вклады «патронов» (Император ежегодно — 25 тыс. руб.).

## Члены общества
По Уставу Общество составляли:
- почётные члены — представители императорской фамилии, видные гос., воен., научные деятели, предприниматели;
- действительные члены — принимающие непосредственное участие и принятые Общим собранием;
- соревнователи — претенденты в действительные члены;
- члены-корреспонденты — заочно участвующие иногородние;
- комиссионеры — как правило, зарубежные представители и члены РТО, постоянно проживающие и работающие за границей.

## Награды и отличия

Печать Императорского Русского Технического Общества: «Мера, вес, число»

Общество имело свои отличия и награды:
- Гербовую «Печать Императорского Русского Технического Общества» с девизом РТО в середине: «Мера, вес, число»;
- Собственную Большую бронзовую медаль для персонального награждения за особые заслуги;
- Золотую медаль Общества — за особые заслуги от имени Императора;
- Золотая медаль Общества имени инженера А. П. Бородина за изобретения и рационализаторские предложения по улучшению работы железнодорожного транспорта.
- Медали, жетоны, премии экспонентам выставок и конкурсов, организуемых самим РТО;
- Специальные отношения на фирменном бланке Общества.

Пайщики и акционеры Товарищества бр. Нобель постановило учредить при ИРТО премию имени Л.Э. Нобеля. ИРТО учредило премию и медаль Л.Э. Нобеля 9.3.1891 г. ! В 1889 Людвиг Эммануилович Нобель (1831—1888) поручает РТО присуждение один раз в пять лет премии и медали имени Эммануила Нобеля (Иммануэль), своего умершего отца (1801—1872), за исследования и разработки в области науки и техники.
Размещение Русского технического общества и его Музея прикладных знаний в Соляном городке.
Идея устройства Музея была заложена в Уставе при учреждении РТО в 1866 году: в главе 1 одним из средств к достижению целей деятельности Общества предполагается «…устройство выставок мануфактурных и заводских изделий».
Непосредственным поводом к практическим действиям стал вопрос о дальнейшей судьбе «Соляного городка» после проведённой в нём с мая по июль 1870 года XIV-й Всероссийской мануфактурной выставки.
Специально для выставки в 1869-м — 1870-х годах здание «Соляного городка», использовавшееся ранее как склад, значительно реконструировали, — были построены пышный парадный вход, огромные деревянные павильоны, сопутствующие служебные, развлекательные, рекреационные и гигиенические помещения, от ближайшего вокзала для транспортировки тяжёлых или громоздких экспонатов даже была проложена временная железная дорога. Все строительные работы обошлись в рекордную по сравнению с предыдущими выставками сумму — 270 000 рублей; но и успех был впечатляющим: выставка продукции 3150-ти отечественных производителей привлекла более 320 тысяч посетителей и стала заметным событием столичной общественной жизни в тот год.
При закрытии выставки, на расширенном заседании выставочного комитета, было решено сделать выставку постоянной. — Так родилась идея «Музея прикладных знаний». Первоначальный фонд музея составили экспонаты, пожертвованные участниками закрывшейся выставки. Кроме того, было решено, что вместе с новым музеем в здании, слегка дооборудованном для этих целей, разместятся и все научные отделы Русского технического общества, образуя некий культурно-просветительский центр. Опыт столицы стал примером и для Москвы, где так же, после политехнической выставки, прошедшей в 1872 году, был образован Политехнический музей. Примером финансовой деятельности такого учреждения был созданный на частные средства в Лондоне общедоступный и самоокупающийся Кенсингтонский музей.
Организационные мероприятия по устройству постоянно действующего промышленного музея в С.-Петербурге возглавил Почётный председатель РТО Его Императорское Высочество князь Николай Максимилианович Романовский герцог Лейхтенбергский. Он возглавлял Общество со дня его основания 25 лет и может являться примером деятельности высшего сановника Российской Империи в интересах развития отечественной техники и образования.
По его инициативе были образованы две комиссии:
1. Для обсуждения вообще вопроса о музеях и о содействии к их устройству, куда вошли министры финансов, гос.имуществ, внутренних дел, начальник управления военно-учебных заведений.
2. Специальная комиссия для выработки самого плана Музея и приспособления, для размещения его, зданий Соляного городка, под руководством директора департамента торговли и мануфактур министерства финансов.

Доклады и отчёты комиссии явились правовой и организационной основой дальнейших действий.
Высочайшее соизволение на устройство Музея прикладных знаний последовало 26 апреля 1871 года, а уже 9 мая на чрезвычайном общем собрании членов РТО Почётный председатель объявил о начале работ, сделал сам и принял первые денежные пожертвования на устройство Музея.
Перестройка основного здания Соляного городка и приспособление его под Музей началось в конце 1871 года. Первым этапом работ был ремонт и занятие свободного фаса на углу р. Фонтанки и до главного подъезда на Пантелеймоновской ул., с устройством большом аудитории на 250—300 слушателей для проведения публичных лекций.
Первым подрядчиком-физическим лицом был Н. С. Львов, проектировщиком и строителем — Г. С. Войницкий, оба — члены РТО. Строители нанимались артельно на конкурсной основе.
К концу 1871 года было произведено работ на сумму до 120 тыс.рублей и уже с января 1872 года были открыты публичные лекции. Одновременно продолжалось освоение новых площадей и обустройство постоянно действующей экспозиции.
Всегда острый вопрос финансирования решался как выделением средств заинтересованными организациями, так и с помощью существенных пожертвований частных лиц и коммерческих организаций, сочувственно относившихся к деятельности РТО по устройству Музея, например:
- СПб купеческое общество — 5000 руб.,
- В. Л. Нарышкин, частное лицо — 2000 руб.,
- Общество Курско-Азовской железной дороги — 500 руб.,
- сборы по подписке за лето-осень первого года работ составили до 44 000 руб.

Пожертвования вносились и в виде моделей, агрегатов, чертежей, например одними из первых взносов были:
- образцы бумажных, шерстяных и шёлковых тканей от купца Алексеева,
- образцы американских инструментов по деревообработке от российского атташе,
- коллекция рудных материалов горного инженера Гомановского,
- чертежи строительных машин от инженера Белелюбского,
- фотоснимки гидросооружений на Москве-реке от фотографа Яницкого,
- образцы револьвера и пистолета новой конструкции от изобретателя Нагана для экспертизы и предложение себя в качестве члена-корреспондента РТО.

Основные работы по устройству Музея прикладных знаний были завершены к концу 1872 года, тогда же, 15 декабря, Император назначил Русскому Техническому Обществу на содержание Музея ежегодное, в течение 12 лет, пособие, по 6000 руб. серебром из Казначейства.
Музей был торжественно открыт 8 октября 1872 года, до конца года его посетили более 6000 человек.
В последующие годы деятельность Музея расширялась, экспозиции пополнялись, организация совершенствовалась. Для руководства его деятельностью был Высочайше утверждён Комитет по устройству Музея, первым руководителем был В. И. Вешняков, чиновник министерства гос. имуществ. Убедившись в пользе и эффективности деятельности Музея, сам министр гос.имуществ обратился к Императору и 15 апреля 1874 года получил «Высочайшее соизволение на бессрочное пользование зданиями бывшего Соляного городка министерству гос.имуществ и Музею прикладных знаний».
В Уставе Музея, утвержденном Правительством, РТО включено в число учреждений, пользующихся помещением в Музее и имеющем голос в Комитете в лице своего Председателя, в то время им являлся П. А. Кочубей, возглавлявший Общество 20 лет.
Фактически основные подразделения РТО с 1875 года размещались в основном здании Соляного городка на площадях Музея прикладных знаний: делопроизводство, химическая лаборатория, фотографический павильон, библиотека, бухгалтерия, архив.
Эта награда в России вручалась трижды, в том числе и, в отличие от «Нобелевской премии» Альфреда Нобеля, В. Марковникову за работы и по математике.
Русское техническое общество в память об Александре Парфеньевиче Бородине учредило золотую медаль, которой награждались инженеры сделавшие значительный вклад в области создания или модернизации железнодорожной техники.

## Деятельность

### Печатные издания
Общество имело свои печатные издания:
- Записки Русского Технического Общества (с 1874 «Записки Императорского Русского Технического Общества»)[4]
- Записки Кавказского отделения Русского технического общества

Отделы общества выпускали периодические издания — журналы:
- «Железнодорожное дело» (издавался с 1882 по 1917 год)
- «Инженер» (издавался в Киеве с 1907 по 1917 год)
- «Труды Бакинского отделения Императорского Русского Технического Общества» (издавался в Баку с 1886 по 1917 год)
- «Техника воздухоплавания»
- «Техническое образование»
- «Фотограф»
- «Химический вестник»
- «Электричество»

Местные отделения публиковали «Труды», «Вестник» и «Записки». РТО выпускало свои брошюры, сборники, отчеты по выставкам, в том числе зарубежным с участием РТО, а также списки своих членов с указанием должностей и «контактных» реквизитов.

### Съезды и выставки
РТО организовало съезды по отраслям техники:
- съезды машиностроителей (1875),
- технического и профессионального образования (1889, 1896),
- электротехнические (1899),

РТО провело 4 электротехнические выставки (1880. 1882, 1885, 1892), 2 промышленные (1892, 1896), 2 мануфактурные (1870, 1882), гальванопластики (1889).
РТО активно участвовало в международных съездах, конгрессах и выставках.

### Общественная деятельность
РТО открывало при фабриках и заводах общеобразовательные школы и специальные классы (технические, ремесленные, рисования, черчения).
При обществе функционировали ремесленные училища, а также специальные школы: десятников, печатного дела, электротехническая, часового дела.
РТО устраивало публичные лекции и беседы для популяризации технических знаний, субсидировало опыты, исследования (напр. Д. И. Менделеев — «Об упругости газов» и по технологии порохов, Н. П. Петров — «О трении в машинах»), издавало технический словарь.
Обществом обсуждались и формулировались решения по актуальным прикладным вопросам и текущим проблемам:
- «Канализация и водоснабжение в городах»;
- «Результаты испытаний цементов» (в своей лаборатории);
- «О праве художественной собственности»;
- «Исследования стали и технических способов её обработки»;
- «К вопросу о великом ж.д. пути через Сибирь»;
- «Разработка и составление правил о пользовании электрическими токами»;
- «Вопросы практики и теории воздухоплавания»…

На конференциях, съездах, в трудах научных обществ были впервые обнародованы важнейшие открытия
Д. И. Менделеева, Д. К. Чернова, А. С. Попова, А. Н. Крылова, К. Э. Циолковского и др.
Тематика публичных лекций в РТО не ограничивалась сугубо техническими вопросами; лекции могли ставить проблему в более широком контексте развития экономики России в целом, повышения благосостояния её народа, с привлечением данных сравнительного анализа по экономике других стран. Так, 12 апреля 1877 года на заседании московского отделения РТО видный русский учёный, основоположник школы государственного социализма в России, профессор (впоследствии академик) И. И. Янжул сделал доклад «Влияние покровительственного тарифа на благосостояние рабочих классов», опубликованный позже в журнале «Юридический вестник».

## Здание

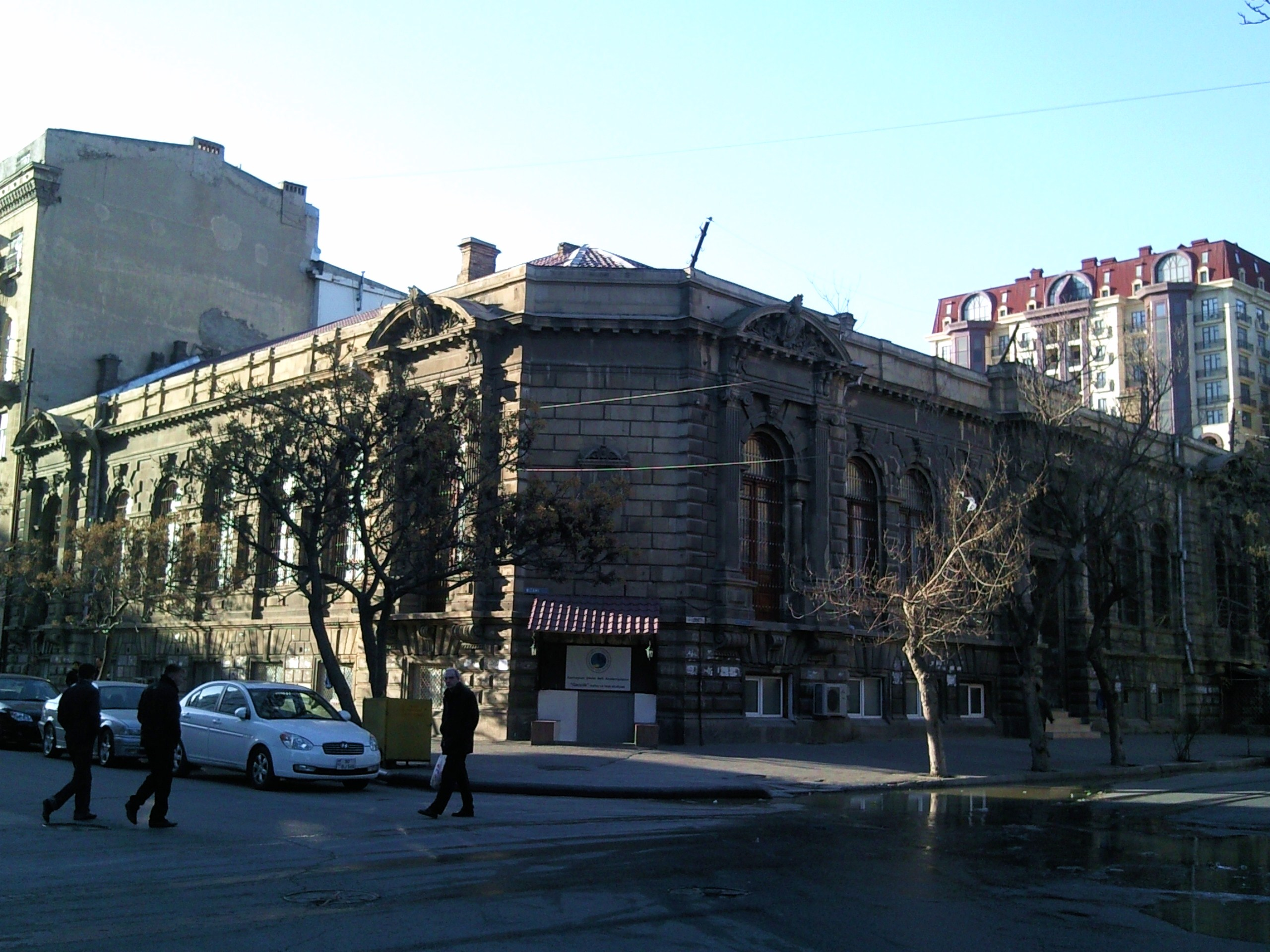
Здание Бакинского отделения РТО

Размещение Русского технического общества и его Музея прикладных знаний в Соляном городке.
Идея устройства Музея была заложена в Уставе при учреждении РТО в 1866 году: в главе 1 одним из средств к достижению целей деятельности Общества предполагается «…устройство выставок мануфактурных и заводских изделий».
Непосредственным поводом к практическим действиям стал вопрос о дальнейшей судьбе «Соляного городка» после проведённой в нём с мая по июль 1870 года XIV-й Всероссийской мануфактурной выставки.
Специально для выставки в 1869-м — 1870-х годах здание «Соляного городка», использовавшееся ранее как склад, значительно реконструировали, — были построены пышный парадный вход, огромные деревянные павильоны, сопутствующие служебные, развлекательные, рекреационные и гигиенические помещения, от ближайшего вокзала для транспортировки тяжёлых или громоздких экспонатов даже была проложена временная железная дорога. Все строительные работы обошлись в рекордную по сравнению с предыдущими выставками сумму — 270 000 рублей; но и успех был впечатляющим: выставка продукции 3150-ти отечественных производителей привлекла более 320 тысяч посетителей и стала заметным событием столичной общественной жизни в тот год.
При закрытии выставки, на расширенном заседании выставочного комитета, было решено сделать выставку постоянной. — Так родилась идея «Музея прикладных знаний». Первоначальный фонд музея составили экспонаты, пожертвованные участниками закрывшейся выставки. Кроме того, было решено, что вместе с новым музеем в здании, слегка дооборудованном для этих целей, разместятся и все научные отделы Русского технического общества, образуя некий культурно-просветительский центр. Опыт столицы стал примером и для Москвы, где так же, после политехнической выставки, прошедшей в 1872 году, был образован Политехнический музей.
Примером финансовой деятельности такого учреждения был созданный на частные средства в Лондоне общедоступный и самоокупающийся Кенсингтонский музей.
Организационные мероприятия по устройству постоянно действующего промышленного музея в С.-Петербурге возглавил Почётный председатель РТО Его Императорское Высочество князь Николай Максимилианович Романовский герцог Лейхтенбергский. Он возглавлял Общество со дня его основания 25 лет и может являться примером деятельности высшего сановника Российской Империи в интересах развития отечественной техники и образования.
По его инициативе были образованы две комиссии:
1. Для обсуждения вообще вопроса о музеях и о содействии к их устройству, куда вошли министры финансов, гос.имуществ, внутренних дел, начальник управления военно-учебных заведений.
2. Специальная комиссия для выработки самого плана Музея и приспособления, для размещения его, зданий Соляного городка, под руководством директора департамента торговли и мануфактур министерства финансов.

Доклады и отчёты комиссии явились правовой и организационной основой дальнейших действий.
Высочайшее соизволение на устройство Музея прикладных знаний последовало 26 апреля 1871 года, а уже 9 мая на чрезвычайном общем собрании членов РТО Почётный председатель объявил о начале работ, сделал сам и принял первые денежные пожертвования на устройство Музея.
Перестройка основного здания Соляного городка и приспособление его под Музей началось в конце 1871 года. Первым этапом работ был ремонт и занятие свободного фаса на углу р. Фонтанки и до главного подъезда на Пантелеймоновской ул., с устройством большом аудитории на 250—300 слушателей для проведения публичных лекций.
Первым подрядчиком-физическим лицом был Н. С. Львов, проектировщиком и строителем — Г. С. Войницкий, оба — члены РТО. Строители нанимались артельно на конкурсной основе.
К концу 1871 года было произведено работ на сумму до 120 тыс.рублей и уже с января 1872 года были открыты публичные лекции.
Одновременно продолжалось освоение новых площадей и обустройство постоянно действующей экспозиции.
Всегда острый вопрос финансирования решался как выделением средств заинтересованными организациями, так и с помощью существенных пожертвований частных лиц и коммерческих организаций, сочувственно относившихся к деятельности РТО по устройству Музея, например:
- СПб купеческое общество — 5000 руб.,
- В. Л. Нарышкин, частное лицо — 2000 руб.,
- Общество Курско-Азовской железной дороги — 500 руб.,
- сборы по подписке за лето-осень первого года работ составили до 44 000 руб.

Пожертвования вносились и в виде моделей, агрегатов, чертежей, например одними из первых взносов были:
- образцы бумажных, шерстяных и шёлковых тканей от купца Алексеева,
- образцы американских инструментов по деревообработке от российского атташе,
- коллекция рудных материалов горного инженера Гомановского,
- чертежи строительных машин от инженера Белелюбского,
- фотоснимки гидросооружений на Москве-реке от фотографа Яницкого,
- образцы револьвера и пистолета новой конструкции от изобретателя Нагана для экспертизы и предложение себя в качестве члена-корреспондента РТО.

Основные работы по устройству Музея прикладных знаний были завершены к концу 1872 года, тогда же, 15 декабря, Император назначил Русскому Техническому Обществу на содержание Музея ежегодное, в течение 12 лет, пособие, по 6000 руб. серебром из Казначейства.
Музей был торжественно открыт 8 октября 1872 года, до конца года его посетили более 6000 человек.
В последующие годы деятельность Музея расширялась, экспозиции пополнялись, организация совершенствовалась. Для руководства его деятельностью был Высочайше утверждён Комитет по устройству Музея, первым руководителем был В. И. Вешняков, чиновник министерства гос. имуществ. Убедившись в пользе и эффективности деятельности Музея, сам министр гос.имуществ обратился к Императору и 15 апреля 1874 года получил «Высочайшее соизволение на бессрочное пользование зданиями бывшего Соляного городка министерству гос.имуществ и Музею прикладных знаний».
В Уставе Музея, утвержденном Правительством, РТО включено в число учреждений, пользующихся помещением в Музее и имеющем голос в Комитете в лице своего Председателя, в то время им являлся П. А. Кочубей, возглавлявший Общество 20 лет.
Фактически основные подразделения РТО с 1875 года размещались в основном здании Соляного городка на площадях Музея прикладных знаний: делопроизводство, химическая лаборатория, фотографический павильон, библиотека, бухгалтерия, архив.